# Palus Putredinis

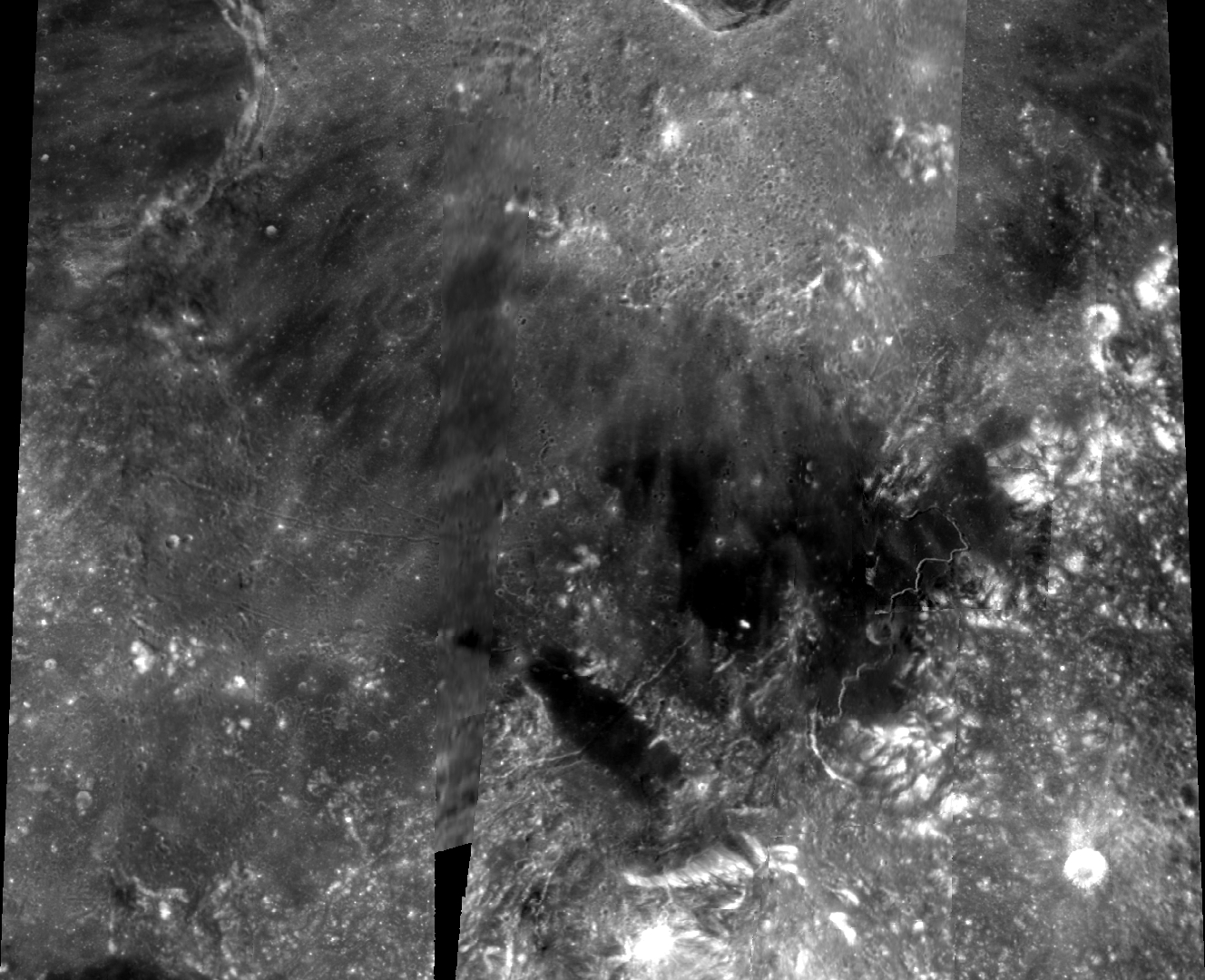
Palus Putredinis z pokładu sondy Clementine (1994)

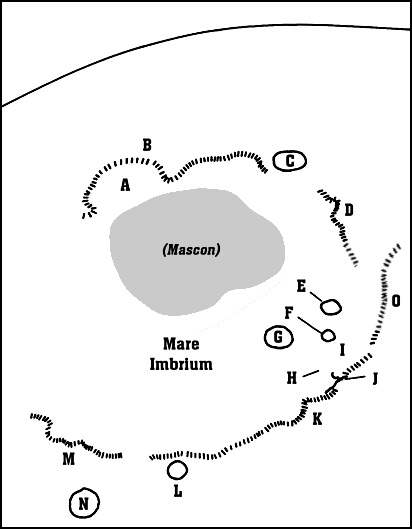
Mapa rejonu Mare Imbrium; Palus Putredinis oznaczone jest literą H (na dole po prawej)

Palus Putredinis (łac. Bagno Zgnilizny) – fragment powierzchni Księżyca rozciągający się od krateru Archimedes w kierunku południowo-wschodnim do poszarpanego łańcucha Apeninów. 
Nazwa obszaru została zatwierdzona przez Międzynarodową Unię Astronomiczną w roku 1935. Współrzędne selenograficzne jego centrum wynoszą ☾ 27,36°N 0,00°E/27,360000 0,000000, a średnica około 180 km. 
Jest to prawie płaska, zalana lawą równina ograniczona przez krater Autolykos na północy i przedgórza Montes Archimedes na zachodzie. W południowej części tego obszaru znajduje się system szczelin nazwany Rimae Archimedes, jeszcze dalej na południe leży znacząca, liniowa szczelina zwana Rima Bradley, a na wschodzie Rima Hadley i Rimae Fresnel. Tuż na północny zachód od środka Palus Putredinis położony jest prawie zakryty krater Spurr.
W tym rejonie rozbiła się Łuna 2.